# وزارة العمل (تايلاند)
وزارة العمل (بالتايلندية: กระทรวงแรงงาน)‏ هي وزارة حكومية تايلندية مسؤولة عن الإشراف على إدارة العمل وحمايته وتنمية المهارات وتعزيز التوظيف في تايلاند. تأسست الوزارة في عام 1993 باسم «وزارة العمل والخدمات الاجتماعية»، ثم تغير اسمها إلى «وزارة العمل» في عام 2002.

## وصلات خارجية
- المهن المحظورة في تايلاند